# Armee-Konservenfabrik

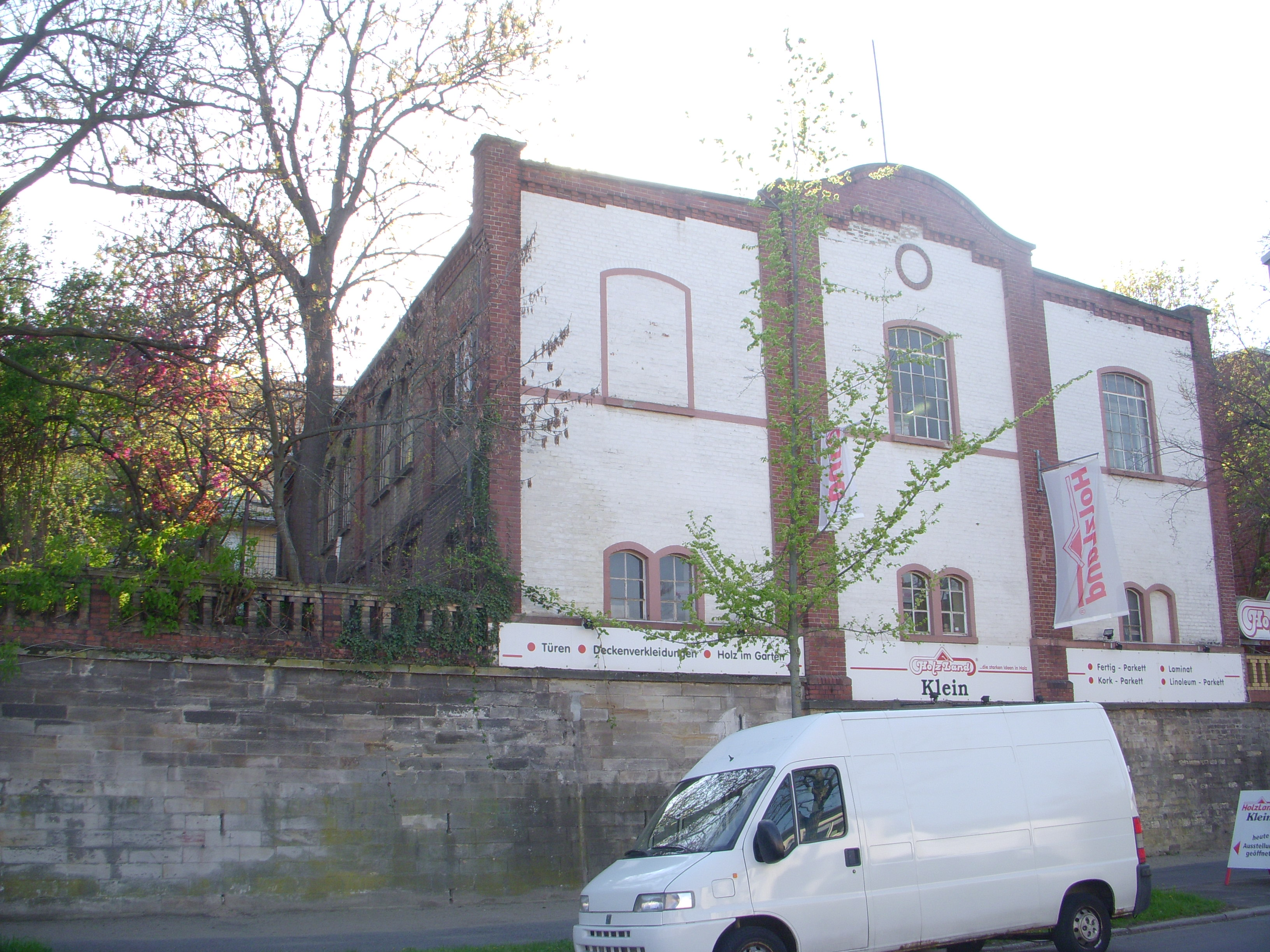
Armee-Konservenfabrik

Die Armee-Konservenfabrik ist eine ehemalige Infrastruktureinrichtung der Festung Mainz.
Die Errichtung einer Konservenfabrik zur Versorgung der Truppen mit Einsatzverpflegung wurde 1873 von Generalfeldmarschall Edwin von Manteuffel, dem Oberbefehlshaber der Okkupationsarmee in Frankreich, angeregt. Die am Mombacher Tor gegenüber der Neuen Golden-Ross-Kaserne (Dragonerkaserne) errichtete Fabrik war in fünf voneinander unabhängige Bereiche eingeteilt: Mühle, Heeresbäckerei, Gemüseverarbeitung, Fleischerei mit Küche und Kaffeebereitungsraum.
Ein zentrales Kesselhaus mit sechs Dampfkesseln versorgte die Betriebsräume mit Dampf, während eine leistungsfähige Transmissionsanlage die Kraft von zwei Dampfmaschinen mit einer Leistung von 150 kW zum Betrieb der Maschinen bereitstellte.
Die Fabrik verfügte über große Magazine, Kellereien und Stallungen für das Schlachtvieh. Zur Infrastruktur gehörten ein Gaswerk, eine Pumpstation zur Versorgung mit Frisch- und Kühlwasser sowie eine Kältemaschine.

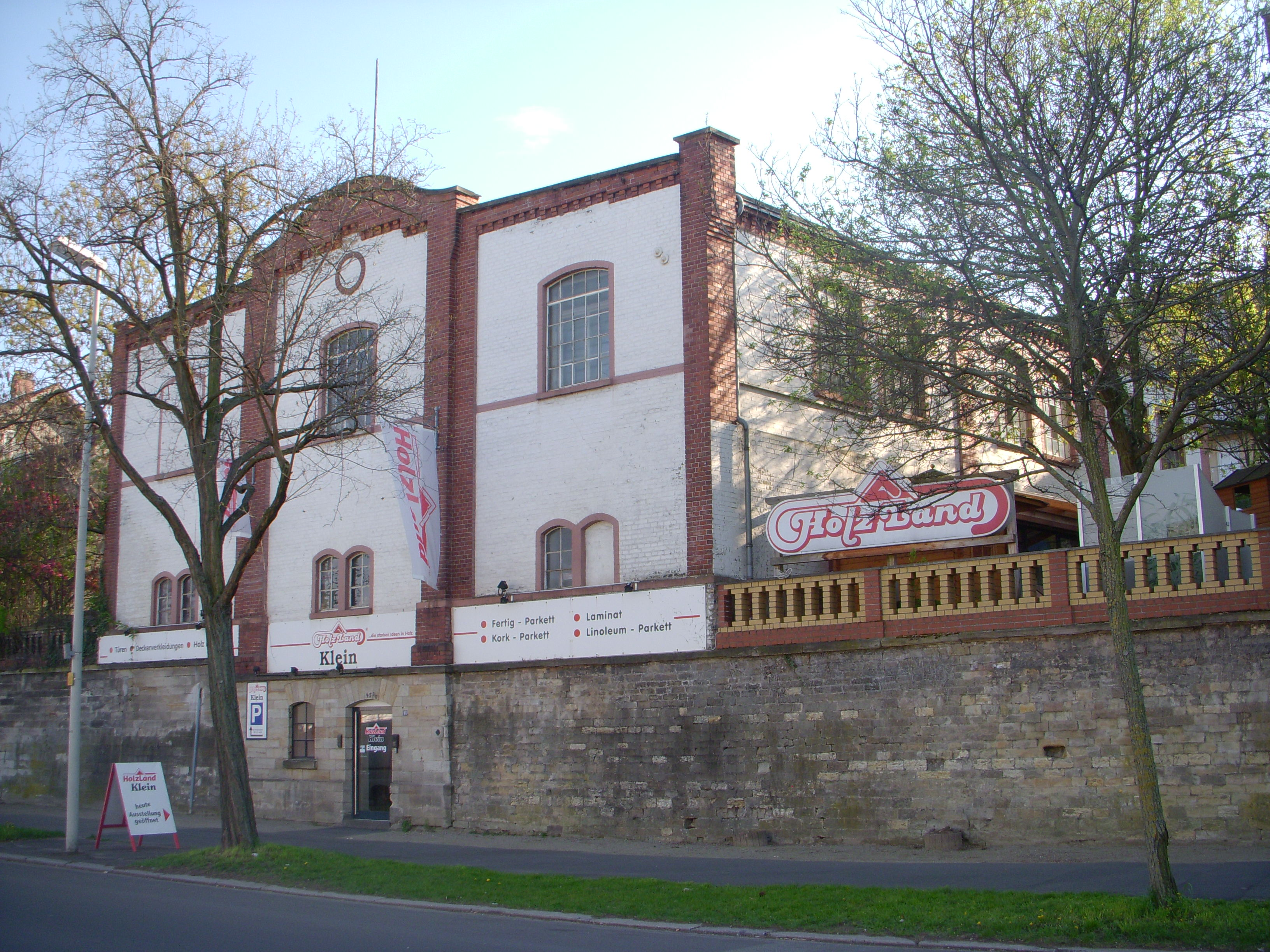
Armee-Konservenfabrik

Das Gelände wurde am 27. August 1992 von Oberbürgermeister Herman-Hartmut Weyel unter Denkmalschutz gestellt.